# 하기노 고스케
하기노 고스케(일본어: 萩野 公介, はぎの こうすけ, 1994년 8월 15일 ~ )는 일본의 수영 선수로 주 종목은 자유형과 개인혼영이다. 2012년 런던 올림픽 개인혼영 400m 동메달 리스트다. 2014년 인천 아시안 게임에서 수영 종목 4관왕에 오르며 MVP를 수상하였다. 2016년 리우데자네이루 올림픽에서 400m 개인혼영 금메달 획득, 동갑내기 세토 다이야(동메달)와 함께 개인혼영에서 일본의 첫 번째 금메달의 주인공이 되었다.